# Borlänge
För andra betydelser, se Borlänge (olika betydelser).

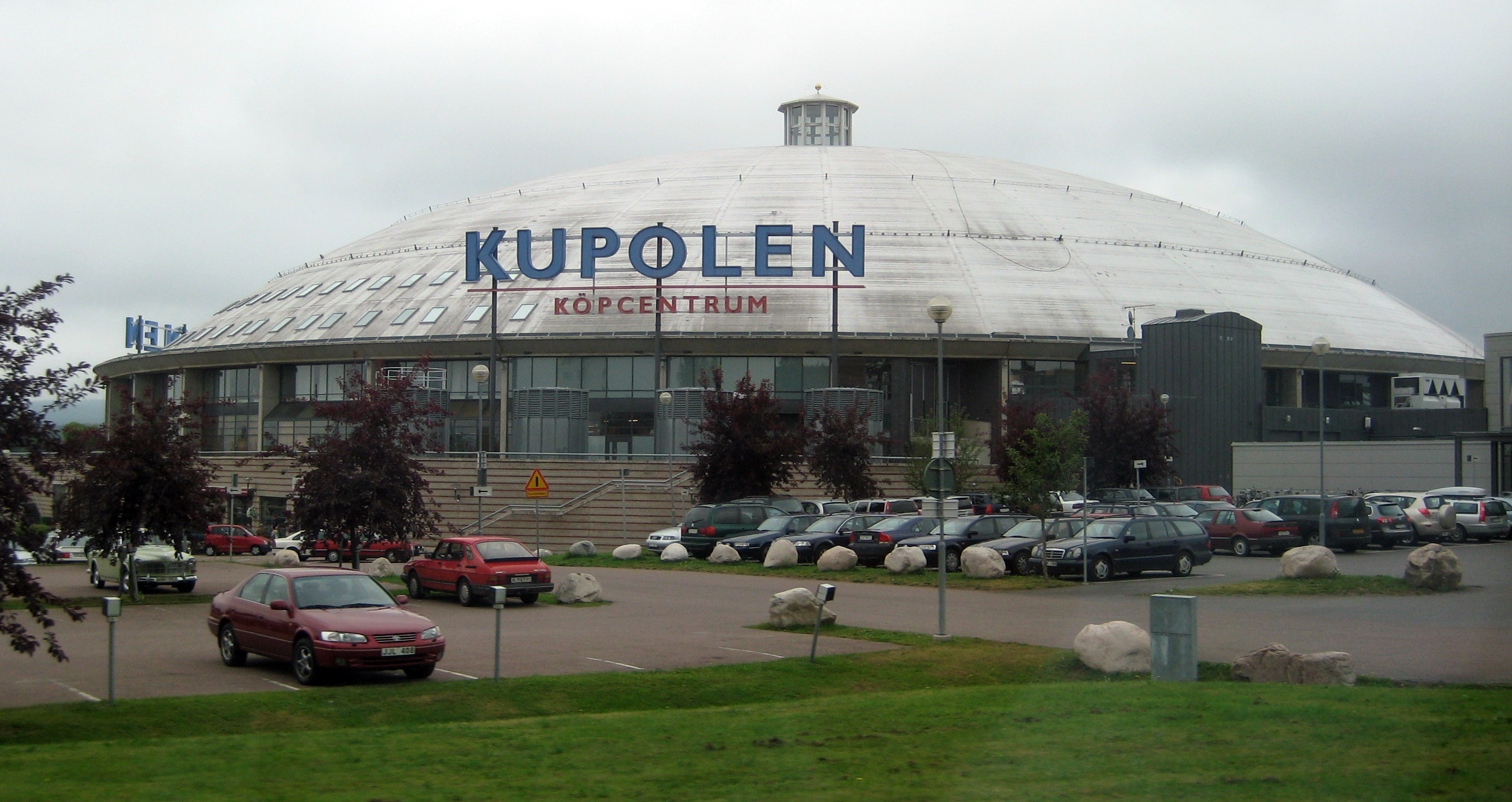
Kupolen.

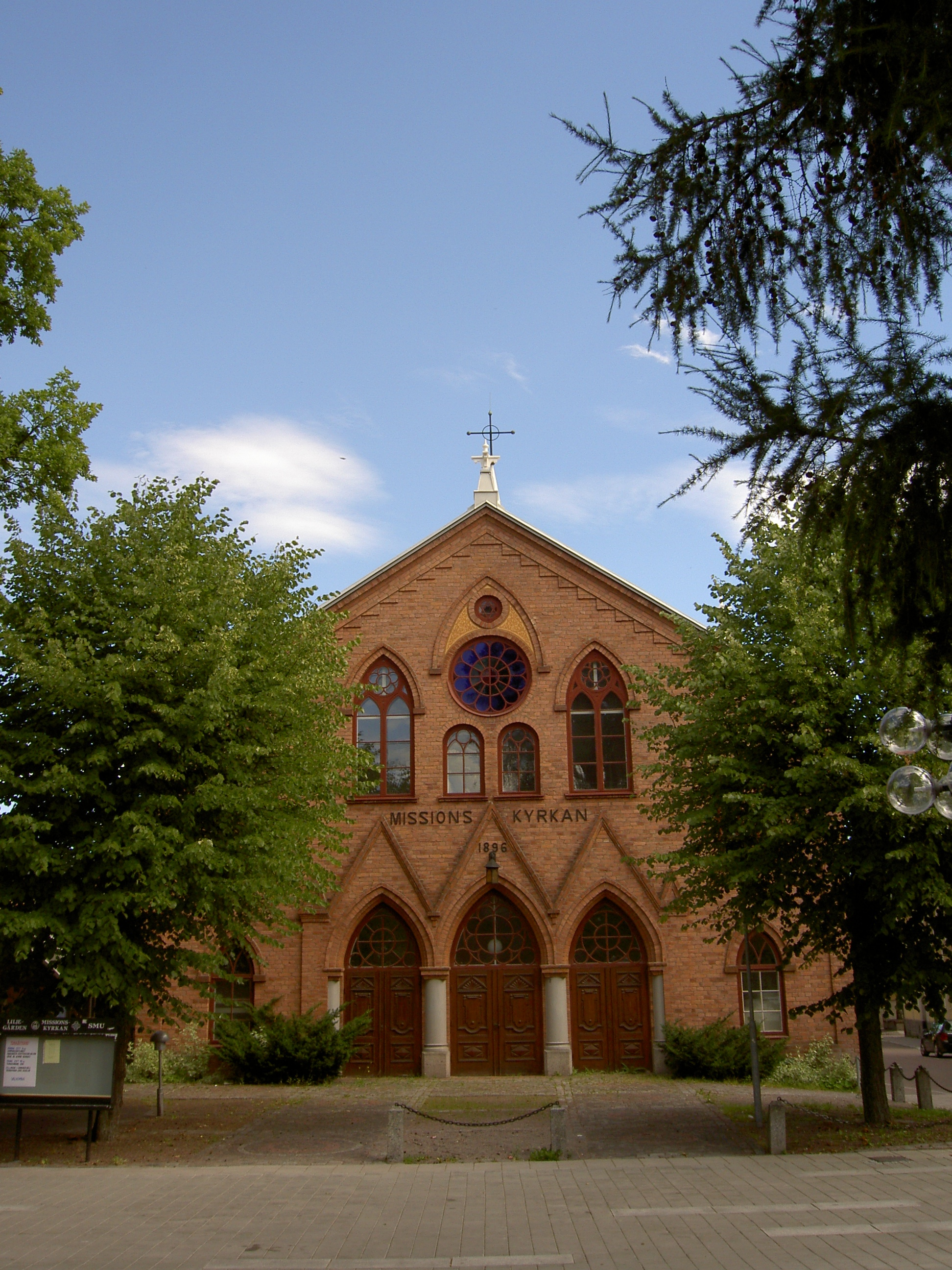
Missionskyrkan vid Borganäsvägen, byggd 1896.

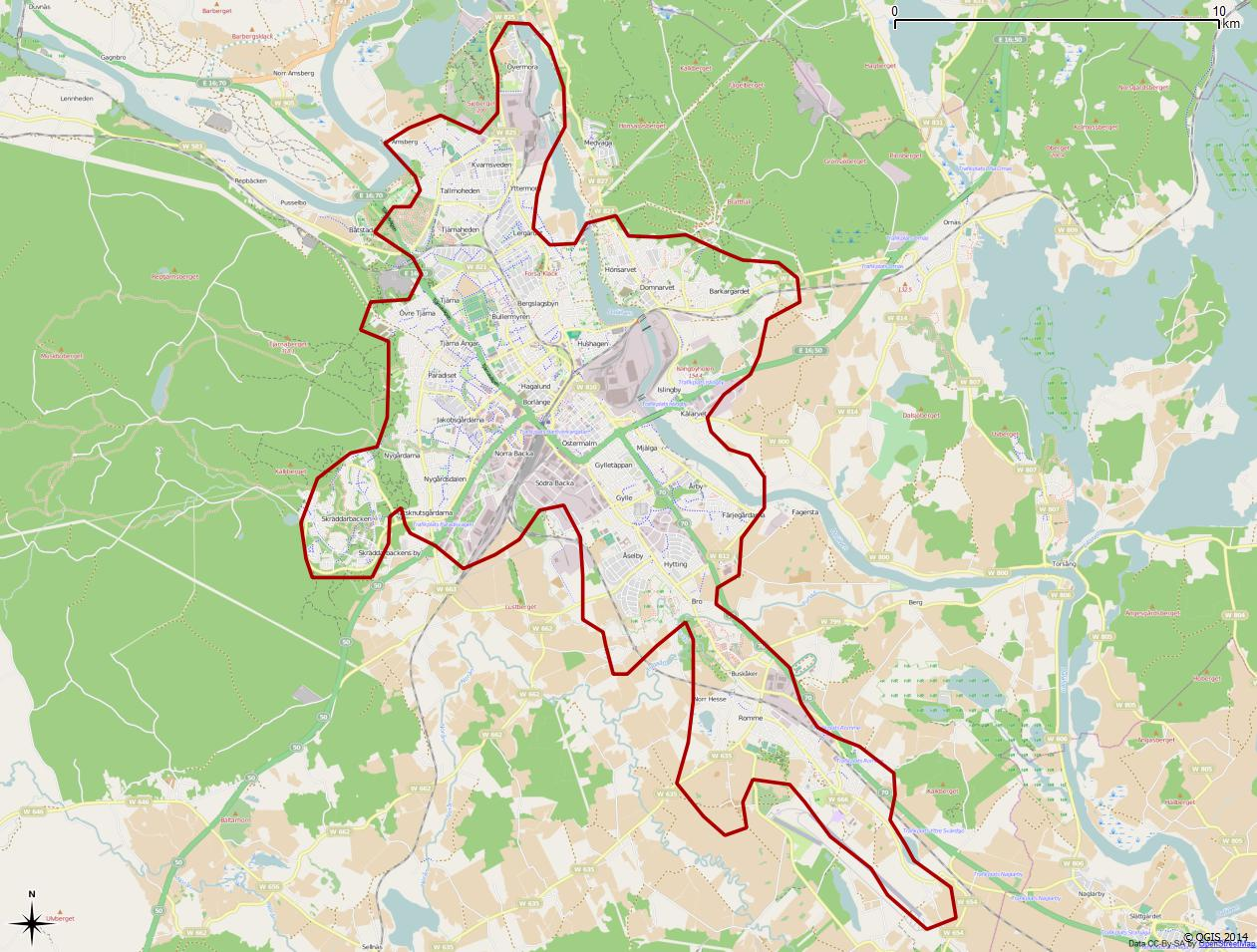
Tätorten Borlänges avgränsning 1990.

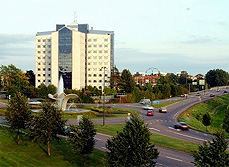
Borlänge. Trafikverket.

Borlänge är en tätort i Dalarna och centralort i Borlänge kommun, Dalarnas län. Borlänge är beläget vid Dalälven och är Dalarnas största tätort samt Sveriges 27:e största. Här finns även delar av Högskolan Dalarna med inriktning på teknisk, administrativ, ekonomisk och social utbildning. Den statliga myndigheten Trafikverket har huvudkontor i Borlänge. Här ligger också Framtidsmuseet som innehåller planetarium och naturvetenskaplig experimentverkstad. Romme alpin, som är Sveriges största skidanläggning utanför fjällvärlden, ligger utanför Borlänge.

## Namnet
Ortnamnet (i Borlængio 1390) innehåller förledet bor- ”vägsträcka där man måste bära (båtar och) last” och efterledet  -länga, syftande på en vägsträcka. ”Den långa vägen på boren” skulle kunna ha avsett vägsträckan från Mjälga till Båtsta.
En annan tolkning av ortnamnet är Norränge. I äldre handlingar är namnet avstavat Borl-aengio. Borl=norr (från latinet). Det vill säga att Borlänge är en by, som ligger norr om sockenkyrkan Stora Tuna.[källa behövs]

## Historik och befolkningsutveckling
Det moderna Borlänge växte fram under 1800-talets senare decennier, när järnväg och industrier kom till bygden. Borlänge hade från börjat varit namnet på en liten by, den äldsta kända uppgiften om Borlänge återfinns i ett lagfartsbevis utfärdat vid Tuna Ting den 13 oktober 1390. Byn kom dock att länge vara relativt obetydlig, det var först under 1870-talet när Borlänge fick järnvägsstation som handelsbebyggelse började växa fram här. År 1875 var järnvägen Falun–Borlänge–Ludvika klar. Parallellt hade Domnarvets Jernverk börjat anläggas och år 1877 blåstes den första masugnen igång. Runt stationen i Borlänge utvecklades på 1870- och 80-talen en serviceort till järnverket.
Invid Borlänge växte Domnarvet fram som en stor industriort kring järnverket. År 1900 hade denna cirka 4 000 invånare. Ägaren till Domnarvets Jernverk, Stora Kopparbergs Bergslag, anlade kring sekelskiftet 1900 även det närbelägna Kvarnsvedens pappersbruk där också en mindre industriort växte fram. Huvuddelen av befolkningen i det som senare blev Borlänge bodde ursprungligen i dessa båda orter. År 1944 sammanslogs Borlänge och Domnarvet och bildade Borlänge stad. Under större delen av 1900-talet har sedan Borlänge varit en utpräglad industristad med förhållandevis stark tillväxt, men efter hand har man även fått ett större inslag av servicenäringar.

### Administrativa tillhörigheter
Borlänge var en ort i Stora Tuna socken och från kommunreformen 1862 en ort i Stora Tuna landskommun. 29 maj 1891 inrättades för orten  municipalsamhället Borlänge. 1898 bröts municipalsamhället ut och bildade Borlänge köping, som 1944 med Domnarvets landskommun bildade Borlänge stad. Bebyggelsen omfattade större delen av stadskommunen yta och utbredde sig också till en del i Stora Tuna socken/landskommun. 1971 uppgick stadskommunen i Borlänge kommun med orten Borlänge som centralort i kommunen.
Orten tillhörde och tillhör Stora Tuna församling.
Orten ingick till 1889 till Stora Tuna med Gustafs tingslag, därefter till 1971 till Falu domsagas södra tingslag och ingår därefter i Falu domkrets. 

### Befolkningsutveckling
| Befolkningsutvecklingen i Borlänge köping 1900–1940                                                | Befolkningsutvecklingen i Borlänge köping 1900–1940 | Befolkningsutvecklingen i Borlänge köping 1900–1940 | Befolkningsutvecklingen i Borlänge köping 1900–1940 | Befolkningsutvecklingen i Borlänge köping 1900–1940 |
| -------------------------------------------------------------------------------------------------- | --------------------------------------------------- | --------------------------------------------------- | --------------------------------------------------- | --------------------------------------------------- |
| |                                                     |                                                     |                                                     |                                                     |
| År                                                                                                 |                                                     |                                                     | Invånare                                            |                                                     |
| 1900                                                                                               | 1900                                                |                                                     | 1 554                                               | 1 554                                               |
| 1905                                                                                               | 1905                                                |                                                     | 1 126                                               | 1 126                                               |
| 1910                                                                                               | 1910                                                |                                                     | 1 374                                               | 1 374                                               |
| 1915                                                                                               | 1915                                                |                                                     | 1 636                                               | 1 636                                               |
| 1920                                                                                               | 1920                                                |                                                     | 1 813                                               | 1 813                                               |
| 1925                                                                                               | 1925                                                |                                                     | 1 963                                               | 1 963                                               |
| 1930                                                                                               | 1930                                                |                                                     | 2 398                                               | 2 398                                               |
| 1935                                                                                               | 1935                                                |                                                     | 2 616                                               | 2 616                                               |
| 1940                                                                                               | 1940                                                |                                                     | 2 871                                               | 2 871                                               |
| Källa: SCB - Folkmängd inom administrativa områden 1910-1961 och Befolkning 1851 – 1910 (BiSOS A). |                                                     |                                                     |                                                     |                                                     |

| Befolkningsutvecklingen i Borlänge stad 1945–1955 | Befolkningsutvecklingen i Borlänge stad 1945–1955 | Befolkningsutvecklingen i Borlänge stad 1945–1955 | Befolkningsutvecklingen i Borlänge stad 1945–1955 | Befolkningsutvecklingen i Borlänge stad 1945–1955 |
| --- | ------------------------------------------------- | ------------------------------------------------- | ------------------------------------------------- | ------------------------------------------------- |
| |                                                   |                                                   |                                                   |                                                   |
| År |                                                   |                                                   | Invånare                                          |                                                   |
| 1945 | 1945                                              |                                                   | 19 169                                            | 19 169                                            |
| 1950 | 1950                                              |                                                   | 20 947                                            | 20 947                                            |
| 1955 | 1955                                              |                                                   | 23 828                                            | 23 828                                            |
| Källa: SCB - Folkmängd inom administrativa områden 1910-1961 och Folkmängd 31 dec 1950-1975 i län, kommuner och församlingar enligt kommunindelningen 1 jan 1976. |                                                   |                                                   |                                                   |                                                   |

| Befolkningsutvecklingen i Borlänge 1960–2020                                                               | Befolkningsutvecklingen i Borlänge 1960–2020 | Befolkningsutvecklingen i Borlänge 1960–2020 | Befolkningsutvecklingen i Borlänge 1960–2020 | Befolkningsutvecklingen i Borlänge 1960–2020 |
| --- | -------------------------------------------- | -------------------------------------------- | -------------------------------------------- | -------------------------------------------- |
| |                                              |                                              |                                              |                                              |
| År |                                              |                                              | Folkmängd                                    | Areal (ha)                                   |
| 1960 | 1960                                         |                                              | 30 066                                       |                                              |
| 1965 | 1965                                         |                                              | 32 567                                       |                                              |
| 1970 | 1970                                         |                                              | 35 436                                       |                                              |
| 1975 | 1975                                         |                                              | 40 158                                       |                                              |
| 1980 | 1980                                         |                                              | 40 163                                       |                                              |
| 1990 | 1990                                         |                                              | 39 147                                       | 3 358                                        |
| 1995 | 1995                                         |                                              | 40 881                                       | 3 390                                        |
| 2000 | 2000                                         |                                              | 39 640                                       | 3 394                                        |
| 2005 | 2005                                         |                                              | 39 422                                       | 3 413                                        |
| 2010 | 2010                                         |                                              | 41 734                                       | 3 436                                        |
| 2015 | 2015                                         |                                              | 41 955                                       | 3 148                                        |
| 2020 | 2020                                         |                                              | 44 898                                       | 3 588                                        |
| Anm.: Sammanvuxen med Matsknutsgårdarna och Romme 1975. Romme utbruten 2015 men åter del av Borlänge 2020. |                                              |                                              |                                              |                                              |

## Stadsbild

### Bebyggelse
Borlänge stad kan sägas ha utvecklats utifrån tre bebyggelsekärnor kring Borlänge station, Domnarvets Jernverk och Kvarnsvedens pappersbruk vid älven 3 km norr om järnverket. Stora Kopparbergs Bergslag organiserade den bruksgata i Hushagen som ännu finns bevarad med både småhus och bostadskaserner. Den 1915–20 anlagda Bergslagsbyn formades som en mönsterstadsdel med arbetar- och tjänstemannabostäder ritade av arkitekten Osvald Almqvist. Bland arkitektoniskt intressanta industribyggnader i Borlänge kan kraftverken vid Bullerforsen (arkitekt Klas Boman, 1910) och Forshuvudforsen (arkitekt Osvald Almqvist, 1921) nämnas. Borganäsvägen, som idag är central gågata, kom att bli det förenande gatustråket mellan stationssamhället Borlänge och Domnarvets Jernverk.
Borlänge fick emellertid aldrig någon samlad, regelbunden stadsplan, och idag är bebyggelsen splittrad i block mellan de stora trafiklederna. Bangården flyttades och sänktes 1966, och i samband med det uppfördes ett nytt stationshus väster om centrum. Gamla Stationsgatan har dock bibehållit sin karaktär av huvudgata. Ett administrationscentrum med stadshus och ett stort Folkets hus har uppförts på den norra sidan om järnvägens spårdike. Hagakyrkan i Borlänge uppfördes 1936 efter ritningar av John Åkerlund och är sammanbyggd med stadshuset.

### Stadsdelar
| - Alsbäck - Amsberg - Barberget - Barkargärdet - Bergebo - Bergslagsbyn - Bro - Bullermyren - Buskåker - Bysjön | - Domnarvet - Fornby - Forssa - Framtidsdalen - Färjegårdarna - Gylle - Gylletäppan - Hagalund - Hesse - Hushagen | - Hytting - Hönsarvet - Idkerberget - Islingby - Jakobsdalen - Jakobsgårdarna - Kvarnsveden - Kälarvet - Lergärdet | - Matsknutsgårdarna - Medväga - Mellsta - Mjälga - Morbygge - Nedre Tjärna - Norra Backa - Nyckelby - Nygårdarna | - Nygårdsdalen - Ornäs - Paradiset - Romme - Rågåker - Skräddarbacken - Storsvängen - Södra Backa - Söpnarby | - Sör Amsberg - Tjärna Ängar - Tjärnaheden - Yttermora - Årby - Åselby - Östermalm - Övermora - Övre Tjärna |

## Ekonomi och infrastruktur

### Näringsliv
Traditionellt sett har Borlänge karakteriserats som en utpräglad industristad med främst stål- och pappersindustri. Denna är idag främst dominerad av SSAB Tunnplåt Borlänge sedan Kvarnsvedens pappersbruk lagts ned. Under de senare årtiondena har industridominansen emellertid minskat, och idag har Borlänge även en väl utbyggd privat och offentlig tjänstesektor. Bland annat finns här centrumet för länets parti- och detaljhandel samt landsvägs-, järnvägs- och flygtransporter. I Borlänge finns en av landets fyra rangerbangårdar och Trafikverket har även sitt huvudkontor förlagt till Borlänge. På senare år har stora satsningar gjorts från såväl kommunens som det privata näringslivets sida i syfte att utveckla och profilera Borlänge till mäss- och konferensstad.

### Bankväsende
Kopparbergs enskilda bank öppnade ett kontor i Borlänge år 1884. Dalarnes bank öppnade ett kontor i Borlänge i januari 1906. Ett par år senare uppgick denna bank i Bankaktiebolaget Stockholm-Öfre Norrland. Även Dalarnas folkbank fick år 1918 lov att etablera sig i Borlänge. Denna bank uppgick året därpå i Mälareprovinsernas bank. Då hade Stockholm-Öfre Norrland uppgått i Svenska Handelsbanken, som år 1925 även tog över Mälarbankens kontor. Kopparbergsbanken uppgick under tiden i Göteborgs bank. Borlänge hade också ett sparbankskontor tillhörande Kopparbergs läns sparbank. Senare under 1900-talet etablerade sig Skandinaviska banken i Borlänge.

### Kommunikationer

#### Järnväg
Borlänge är en järnvägsknut för persontrafiken med linjer mot Avesta Krylbo–Stockholm, Falun–Gävle, Mora och Ludvika–Örebro. Godstrafik finns utöver dessa linjer även på sträckan Borlänge–Kvarnsveden–Övermora. I Borlänge finns också en större rangerbangård.

#### Bussar
Dalatrafik ansvarar för kollektivtrafiken i Borlänge.

#### Flyg
Cirka 10 km söder om Borlänge centrum ligger Dala Airport. Flygplatsen har flyglinjer till Göteborg (Landvetter) och Malmö (Malmö Airport), samt charterflyg.

## Utbildning

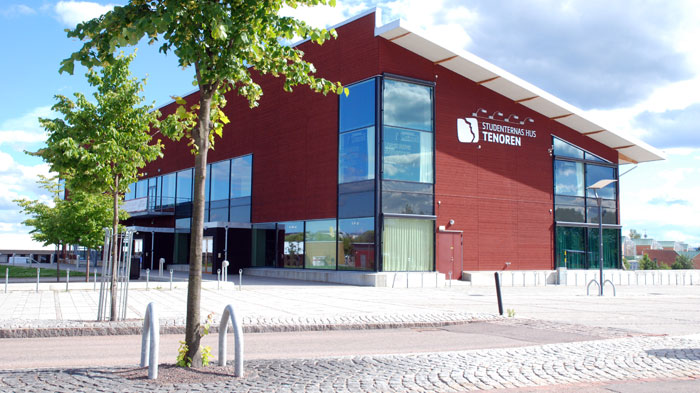
Studenternas hus Tenoren i vid Högskolan Dalarna i Borlänge

Borlänge har en högskola, Högskolan Dalarna.
I Borlänge finns för närvarande sex stycken gymnasieskolor. Fyra av dem är kommunala, Soltorgsgymnasiet, Hagagymnasiet, Erikslundsgymnasiet och Hushagsgymnasiet. De två andra gymnasieskolorna är friskolor, vilket är NTI-Helixgymnasiet och Rytmus musikergymnasium, som båda tillhör friskolekoncernen Academedia. Till Borlänges gymnasieskolor hör också Dahlandergymnasiet i Säter.
Det finns också sju stycken högstadieskolor: Maserskolan, Domnarvets skola, Gylle Skola, Jakobsgårdskolan, Forssaklackskolan, friskolan Kunskapsskolan i Borlänge och den kristna friskolan Immanuelskolan.
I Borlänge finns det 20 stycken grundskolor med en väldig variation i storlek. Här finns byskolor på landsbygden, med färre än 50 elever, till stora allstadieskolor för elever från förskoleklass upp till år 9. 
Många grundskolor erbjuder speciella inriktningar. Till exempel musik, NO/teknik, fotboll, ishockey och miljöpedagogik. På Kyrkskolan finns Montessori-klasser för elever i år F-6.
I Borlänge skolområde pågår spännande utvecklingsarbeten som till exempel NTA, Naturvetenskap och teknik för alla som är ett skolutvecklingsprogram med syftet att stimulera nyfikenhet och öka intresset för naturvetenskap och teknik hos elever och lärare.
Det finns två folkhögskolor i Borlänge: Fornby folkhögskola och Brunnsviks folkhögskola.

## Idrott

### Ridsport
Det finns fyra stycken ridklubbar i kommunen, Rommehed stallklubb, Borlänge Ridklubb, Borlänge Ryttarsällskap och Amsbergs Ridklubb, med ett sammanlagt antal medlemmar på 400. Hästägarantalet är mångdubbelt större. 
Det saknas dock ett eller fler ridhus i denna stora kommun, det kan tillskrivas att det mest är Kvinnor/flickor som håller på med ridsport.
Många ryttare tävlar och tränar på elitnivå.  
Travsporten är även stor i Borlänge och där finns det en egen nationell bana, Romme travbana.

### Ishockey
Borlänge HF är det lag i Borlänge som spelar i högst division, nämligen Hockeyettan. Klubben är en sammanslagning av IF Tunabro, Kvarnsvedens GoIF och IK Rommehed.

### Fotboll
Kommunens troligtvis mest kända lag är IK Brage som spelar i Superettan och till viss del Dalkurd FF som ursprungligen kommer från Borlänge och som spelar i Division 2. IK Brage spelar sina matcher på Borlänge Energi Arena i centrala Borlänge. IK Brage bildades 1925 och har spelat 18 säsonger i Allsvenskan och spelat i UEFA-cupen på 1980-talet. Kvarnsvedens IK:s damlag har spelat 2 säsonger i Damallsvenskan och spelar nu i Division 1.

### Bandy
Borlänges mest kända och framgångsrika bandyförening är Borlänge Bandy, som spelade under säsongen 2024/2025 spelar i Division 2 Norra.

### Handboll
Borlänge HK är en av stadens största idrottsföreningar. Klubben har seniorlag för dam och herr, som säsongen 2017/2018 spelar i div 2 Ö N, respektive div 3 Ö N. Det drivs stor ungdomsverksamhet, med lag- och handbollsspel för barn helt ned i 6-årsåldern. BHK spelar sina hemmamatcher i Maserhallen. 

### Idrottsanläggningar
Borlänges största fotbollsarena är Borlänge Energi Arena som är IK Brages hemmaarena. Den största inomhusarenan är Maserhallen där bland annat Borlänge HK spelar sina hemmamatcher. 
Ett annat viktigt inslag för idrottslivet i Borlänge är sportfältet som har bland annat 10 stycken fotbollsplaner, 1 ishockeyrink, 1 isbana och rundisbana m.m. På sportfältet går varje år den internationella fotbollsturneringen Dalecarlia Cup.

## Konst och kultur

### Utställningar
Borlänge har flera platser som anordnar konstutställningar. Borlänge bibliotek har en utställningshall som visar ett antal konstutställningar per år. Galleri Svarta Gran är en förening som visar ett halvt dussin utställningar per år.

### Festivaler
Under åren 1999-2012 hade Borlänge den återkommande musikfestivalen Peace & Love som i slutet växte till Sveriges då största musikfestival. Festivalen gick i konkurs år 2013, men återuppstod 2014, innan den åter gick i konkurs i samband med Covid-19 år 2020.

## Kända personer
Se Kategori:Personer från Borlänge.